# Ancylis anthophanes
Ancylis anthophanes is een vlinder uit de familie van de bladrollers (Tortricidae). De wetenschappelijke naam van de soort is voor het eerst geldig gepubliceerd in 1929 door Edward Meyrick.

## Type
- syntypes: "male, female"
- typelocatie: "Papua New Guinea, New Britain, New Ireland, New Hanover"